# Winter X Games 28
Winter X Games 28 – dwudziesta ósma edycja zimowych X-Games. Została rozegrana w dniach 26–29 stycznia 2024 roku w ośrodku narciarskim Buttermilk w amerykańskim Aspen.

## Medaliści i medalistki
Listę medalistów i medalistek sporządzono na podstawie:

### Narciarstwo
| Konkurencja           | Złoto           | Srebro              | Brąz          |
| Big Air kobiet        | Tess Ledeux     | Anastasija Tatalina | Rell Harwood  |
| Big Air mężczyzn      | Troy Podmilsak  | Alex Hall           | Daniel Bacher |
| Knuckle Huck mężczyzn | Colby Stevenson | Henrik Harlaut      | Jesper Tjäder |
| Knuckle Huck kobiet   | Olivia Asselin  | Rell Harwood        | Sarah Höfflin |
| Slopestyle kobiet     | Tess Ledeux     | Mathilde Gremaud    | Giulia Tanno  |
| Slopestyle mężczyzn   | Birk Ruud       | Alex Hall           | Mac Forehand  |
| SuperPipe kobiet      | Eileen Gu       | Zoe Atkin           | Amy Fraser    |
| SuperPipe mężczyzn    | Alex Ferreira   | Nico Porteous       | Hunter Hess   |

### Snowboarding
| Konkurencja           | Złoto          | Srebro           | Brąz          |
| Big Air kobiet        | Kokomo Murase  | Reira Iwabuchi   | Anna Gasser   |
| Big Air mężczyzn      | Taiga Hasegawa | Hiroaki Kunitake | Mons Røisland |
| Knuckle Huck mężczyzn | Liam Brearley  | Zeb Powell       | Darcy Sharpe  |
| Knuckle Huck kobiet   | Kokomo Murase  | Annika Morgan    | Egan Wint     |
| Slopestyle kobiet     | Mia Brookes    | Kokomo Murase    | Rewa Iwabuchi |
| Slopestyle mężczyzn   | Red Gerard     | Mark McMorris    | Mons Røisland |
| SuperPipe kobiet      | Chloe Kim      | Mitsuki Ono      | Cai Xuetong   |
| SuperPipe mężczyzn    | Scotty James   | Ruka Hirano      | Kaishi Hirano |

## Klasyfikacja medalowa
*   Gospodarz ( Stany Zjednoczone)
| Miejsce | Reprezentacja      | Złoto | Srebro | Brąz | Razem |
| ------- | ------------------ | ----- | ------ | ---- | ----- |
| 1       | Stany Zjednoczone* | 5     | 5      | 4    | 14    |
| 2       | Japonia            | 3     | 5      | 2    | 10    |
| 3       | Kanada             | 2     | 1      | 2    | 5     |
| 4       | Francja            | 2     | 0      | 0    | 2     |
| 5       | Norwegia           | 1     | 0      | 2    | 3     |
| 6       | Chiny              | 1     | 0      | 1    | 2     |
| 7       | Australia          | 1     | 0      | 0    | 1     |
| 7       | Wielka Brytania    | 1     | 0      | 0    | 1     |
| 9       | Szwajcaria         | 0     | 1      | 2    | 3     |
| 10      | Szwecja            | 0     | 1      | 1    | 2     |
| 11      | Rosja              | 0     | 1      | 0    | 1     |
| 11      | Niemcy             | 0     | 1      | 0    | 1     |
| 11      | Nowa Zelandia      | 0     | 1      | 0    | 1     |
| 14      | Austria            | 0     | 0      | 2    | 2     |
| Razem   | Razem              | 16    | 16     | 16   | 48    |